# My Turn (Lil Baby)
My Turn è il secondo album in studio del rapper statunitense Lil Baby, pubblicato il 28 febbraio 2020 dalla Capitol, Motown, Wolfpack e Quality Control.
L'album presenta varie collaborazioni con Gunna, 42 Dugg, Future, Lil Uzi Vert, Lil Wayne, Moneybagg Yo, Young Thug e Rylo Rodriguez. L'album è stato anticipato da due singoli, Woah e Sum 2 Prove
My Turn ha debuttato al primo posto nella classifica US Billboard 200.

## Tracce
1. Get Ugly – 2:35
2. Heatin Up (feat. Gunna) – 2:57
3. How – 3:01
4. Grace (feat. 42 Dugg) – 3:23
5. Woah – 3:03
6. Live Off My Closet (feat. Future) – 2:53
7. Same Thing – 2:42
8. Emotionally Scarred – 3:17
9. Commercial (feat. Lil Uzi Vert) – 3:34
10. Forever (feat. Lil Wayne) – 3:21
11. Can't Explain – 3:01
12. No Sucker (feat. Moneybagg Yo) – 3:08
13. Sum 2 Prove – 3:25
14. We Should (feat. Young Thug) – 2:56
15. Catch the Sun – 3:02
16. Consistent – 3:01
17. Gang Signs – 2:49
18. Hurtin – 2:43
19. Forget That (feat. Rylo Rodriquez) – 2:47
20. Solid – 3:05

Tracce bonus nell'edizione deluxe
1. Social Distancing – 2:18
2. All In – 2:36
3. Low Down – 2:25
4. Humble – 3:12
5. Get Money – 2:48
6. We Paid (feat. 42 Dugg) – 3:02
7. The Bigger Picture – 4:13

## Classifiche

### Classifiche settimanali
| Classifica (2020) | Posizione massima |
| ----------------- | ----------------- |
| Australia         | 20                |
| Austria           | 27                |
| Belgio (Fiandre)  | 36                |
| Belgio (Vallonia) | 109               |
| Canada            | 2                 |
| Danimarca         | 25                |
| Estonia           | 33                |
| Francia           | 60                |
| Germania          | 88                |
| Irlanda           | 12                |
| Italia            | 54                |
| Norvegia          | 14                |
| Nuova Zelanda     | 19                |
| Paesi Bassi       | 14                |
| Regno Unito       | 6                 |
| Stati Uniti       | 1                 |
| Svezia            | 44                |
| Svizzera          | 20                |

### Classifiche di fine anno
| Classifica (2020) | Posizione |
| ----------------- | --------- |
| Canada            | 30        |
| Stati Uniti       | 2         |
| Classifica (2021) | Posizione |
| Canada            | 45        |
| Stati Uniti       | 10        |
| Classifica (2022) | Posizione |
| Stati Uniti       | 16        |
| Classifica (2023) | Posizione |
| Stati Uniti       | 24        |

### Classifiche di fine secolo
| Classifica (2000-2024) | Posizione |
| ---------------------- | --------- |
| Stati Uniti            | 8         |